# Anila cordifolia
Anila cordifolia là một loài thực vật có hoa trong họ Đậu. Loài này được (B. Heyne ex Roth) Kuntze mô tả khoa học đầu tiên năm 1891.